# James S. Wadsworth

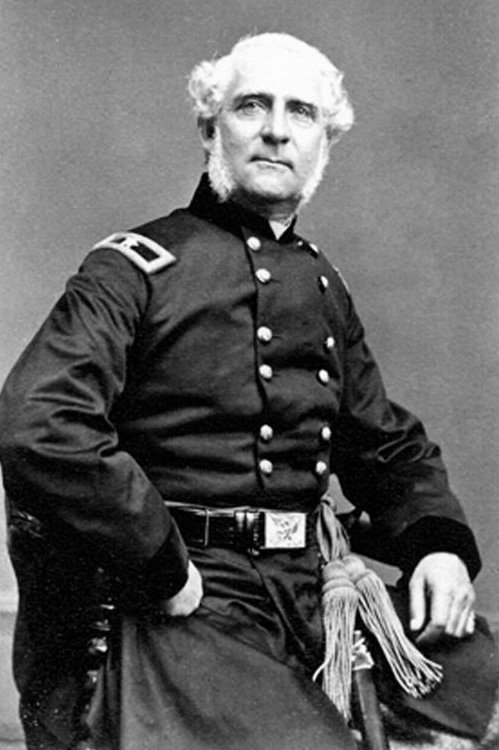
James S. Wadsworth

James Samuel Wadsworth (* 30. Oktober 1807 in Geneseo, Livingston County; † 8. Mai 1864 in der Wilderness, Spotsylvania County, Virginia) war ein Politiker und Generalmajor der Nordstaaten während des amerikanischen Bürgerkrieges.

## Leben
Er wurde 1807 als Sohn von James Wadsworth (1768–1844) und der Naomi Wolcott (1776–1831) in Livingston County, New York geboren. Er begann in der Harvard University zu studieren, brach dort aber ab und beendete 1832 sein Studium in der Yale University. Er war ausgebildeter Anwalt, praktizierte aber nicht, sondern wurde Philanthrop, trat in die Politik ein und verwaltete seinen Familienbesitz. Seine politischen Bestrebungen brachte ihn mit dem radikaleren Flügel der Demokratischen Partei und später der neuen Republikanischen Partei von Abraham Lincoln in Einklang.
Er heiratete 1833 Mary Craig Wharton, das Paar bekam sechs Kinder. Er erlangte 1847 während des State Democratic Convention eine herausragende Stellung und wurde Gouverneurskandidat für den Bundesstaat New York.
Zu Beginn des Bürgerkriegs war Wadsworth weit über das ideale Militäralter hinaus, fühlte sich aber rüstig genug, aktiven Dienst zu leisten. Obwohl er dann Mitte Mai 1861 zum Generalmajor der Freiwilligen ernannt wurde, war Mitte Juni doch klar, dass New York noch keinen Anspruch auf einen zweiten Generalmajor hatte. Wadsworth trat aus Rücksicht auf den Demokraten John Adams Dix von seiner Nominierung zurück. Stattdessen nahm Wadsworth die Ernennung zum Major an und diente im Stab von General Irvin McDowell und nahm an der ersten Schlacht von Bull Run teil. Zwei Wochen später wurde Major Wadsworth von Präsident Lincoln zum regulären Brigadegeneral ernannt.
In der frühen Phase des Bürgerkriegs brachte Wadsworth als Zivilist mit Arbeitern und Vorräten beladene Dampfer von New York nach Maryland, um die unterbrochenen Eisenbahnlinien zwischen Annapolis und Washington wieder aufzubauen. Wadsworths Sorge um die Gesundheit und das Wohlergehen seiner Truppen brachte ihm ihren Respekt ein. Er sorgte dafür, dass die Soldaten anständige Unterkünfte und angemessene Rationen bekamen.
Obwohl er im aktiven Dienst bei der Armee stand, wurde der wohlhabende Politiker gegen die Einwände des republikanischen Chefs Thurlow Weed 1862 als Kandidat der radikalen Republikaner nominiert. Als General George B. McClellan im März 1862 die Unionsarmee aus der Washington Area auf die Halbinsel verlegen sollte, wurde Wadsworth zum Militärgouverneur von Washington ernannt, eine Position, die ihn auch in den Mittelpunkt politischer Konflikte rückte. Seine unverblümten Meinungen zu militärischen und zivilen Angelegenheiten führten zu mehreren Zusammenstößen, bei denen Präsident Lincoln vermitteln musste.
Wadsworth befehligte in der Schlacht von Gettysburg am 1. Juli 1863 die 1. Division des 1. Unionskorps und hatte für kurze Zeit vorübergehend das Kommando, nachdem der kommandierende Offizier, Generalmajor John Fulton Reynolds, von einem Scharfschützen getötet worden war. Seine Truppen waren die ersten, die eintrafen, um John Bufords abgesessene Kavallerie zu unterstützen, welche auch die ersten Unionseinheiten waren, welche die vorrückenden Konföderierten angriffen. Wadsworth entsandte eine Brigade nach Culp Hügel, wo größere Angriffe abgeschlagen wurden. Wadsworth Division trug am 1. und 2. Juli 1863 in der Schlacht die Hauptlast der Gegenangriffe. Infolge des Kampfes bei Culp's Hill wurde die Hälfte der Division getötet oder verwundet. Später wurde in der Nähe von Culp's Hill ein Denkmal für de Brevet Generalmajor Wadsworth aufgestellt.
Bis Mai 1864 hatten sich die Kämpfe wieder nach Nord-Virginia verlagert. Der zum Generalmajor beförderte Wadsworth befehligte in der folgenden Schlacht in Spotsylvania County die 4. Division des V. Corps (unter Führung von Generalmajor G. K. Warren), es sollte die letzte Schlacht für ihn sein. Am 6. Mai wurde er aus nächster Nähe angeschossen und von konföderierten Truppen gefangen genommen, nachdem er schwer verwundet vom Pferd gestürzt war. Er wurde in ein Feldlazarett der Konföderierten gebracht und starb nach zwei Tagen am 8. Mai 1864. Die Bemühungen zum Gedenken an Wadsworth begannen innerhalb von zwei Wochen nach seiner Beisetzung am Temple Hill Cemetery seiner Heimatstadt. Am 19. Mai 1864 schrieb John A. Dix, Kommandeur der regulären Armeeposten im Hafen von New York: „Ich schlage respektvoll vor, dass der Name Wadsworth einem der Forts im Hafen gegeben wird.“ Auch Mary Craig Wadsworth war der Meinung, dass ihr Ehemann auf diese Weise geehrt werden sollte. Sie schrieb an Präsident Lincoln: „Ich bin sehr besorgt, dass eines der neuen Forts, die jetzt in den Häfen von New York errichtet werden, nach meinem geliebten Ehemann benannt wird.“ Die General Order Nr. 161 vom 7. November 1865 verkündete: „Der Militärposten von Staten Island, New York Harbor, jetzt bekannt als Fort Richmond, wird im Folgenden Fort Wadsworth genannt, in Erinnerung an die tapferen und patriotischen Dienste von Brigadegeneral James S. Wadsworth, der an der Spitze seines Kommandos in der Schlacht in der Wilderness getötet wurde.“